# Ploskev
Plôskev (zelo redko plôskva) v geometriji pomeni dvorazsežno tvorbo v trirazsežnem (ali večrazsežnem) prostoru. Ploskev je lahko ravna (del ravnine), v splošnem pa kriva.
Najbolj tipična primera ploskev sta:
- ploskev, ki obdaja trirazsežno geometrijsko telo
- ploskev, ki je graf funkcije dveh spremenljivk

Z lastnostmi ploskev se ukvarja diferencialna geometrija. Zelo pomembna lastnost ploskve je površina, ki nam pove, kako velika je dana ploskev.